# Cedartown
Cedartown je město v Polk County, v Georgii, ve Spojených státech amerických. V roce 2011 žilo ve městě 9630 obyvatel.

## Demografie
Podle sčítání lidí v roce 2000 žilo ve městě 9470 obyvatel, 3370 domácností a 2237 rodin. V roce 2011 žilo ve městě 4730 mužů (49,1%), a 4900 žen (50,9%). Průměrný věk obyvatele je 31 let.